# Анисимова, Юлия Евгеньевна
Юлия Евгеньевна Анисимова (1 ноября 1996, Набережные Челны, Татарстан) — российская футболистка, защитница клуба Рязань-ВДВ.

## Биография
В раннем детстве занималась теннисом, но затем по примеру других членов семьи перешла в футбол. Некоторое время играла вратарём, позднее была переведена на позицию нападающей. Была капитаном команды девочек «Строитель» (Набережные Челны), становилась призёром республиканских соревнований в Татарстане и признавалась лучшим игроком.
На взрослом уровне начала выступать в команде первого дивизиона России «Мирас» (Казань), провела в её составе несколько сезонов.
В 2018 году перешла в краснодарскую «Кубаночку», но в основной состав клуба пробилась не сразу. Дебютный матч в высшей лиге сыграла только спустя год — 14 апреля 2019 года в матче против ЦСКА заменила на 76-й минуте Елену Шестернёву. Бронзовый призёр чемпионата России 2019 года, выходила на поле в 17 из 20 матчей своего клуба в сезоне. После переформирования «Кубаночки» в ЖФК «Краснодар» продолжила играть за команду, однако в 2020 году не провела ни одного матча. В первом туре сезона 2021 года, 14 марта в игре против «Локомотива» встала в ворота своей команды на 92-й минуте после удаления основного вратаря Татьяны Щербак. В 2023 году перешла в «Крылья Советов» на правах аренды, где была капитаном команды, но летом 2024 года покинула клуб и перешла в «Рязань-ВДВ».
В составе студенческой сборной России стала бронзовым призёром летней Универсиады 2019 года, сыграв на турнире 4 матча.
Кроме того, окончила школу футбольных арбитров и занимается судейством матчей по футболу и мини-футболу.

## Личная жизнь
Отец и брат тоже футболисты.

## Достижения
Чемпионат России по футболу среди женщин
- Бронзовый призёр: 2019

Универсиада
- Бронзовый призёр: 2019

## Клубная статистика
| Выступление      | Выступление      | Выступление      | Лига | Лига | Кубки | Кубки | Итого | Итого |
| Клуб             | Лига             | Сезон            | Игры | Голы | Игры  | Голы  | Игры  | Голы  |
| ---------------- | ---------------- | ---------------- | ---- | ---- | ----- | ----- | ----- | ----- |
| Мирас (Казань)   | Первая           | 2015             | 8    | 4    | —     | —     | 8     | 4     |
| Мирас (Казань)   | Первая           | 2016             | 6    | 8    | —     | —     | 6     | 8     |
| Мирас (Казань)   | Первая           | 2017             | 8    | 3    | —     | —     | 8     | 3     |
| Мирас (Казань)   | Итого            | Итого            | 22   | 15   | —     | —     | 22    | 15    |
| Кубаночка        | Суперлига        | 2018             | —    | —    | —     | —     | 0     | 0     |
| Кубаночка        | Суперлига        | 2019             | 17   | 0    | —     | —     | 17    | 0     |
| Кубаночка        | Итого            | Итого            | 17   | 0    | —     | —     | 17    | 0     |
| Краснодар        | Суперлига        | 2020             | —    | —    | —     | —     | 0     | 0     |
| Краснодар        | Суперлига        | 2021             | 22   | 0    | 1     | 0     | 23    | 0     |
| Краснодар        | Суперлига        | 2022             | 10   | 0    | 2     | 1     | 12    | 1     |
| Краснодар        | Итого            | Итого            | 32   | 0    | 3     | 1     | 35    | 1     |
| Крылья Советов   | Суперлига        | 2023             | 25   | 0    | 2     | 1     | 27    | 1     |
| Крылья Советов   | Суперлига        | 2024             | 3    | 0    | —     | —     | 3     | 0     |
| Крылья Советов   | Итого            | Итого            | 28   | 0    | 2     | 1     | 30    | 1     |
| Рязань-ВДВ       | Суперлига        | 2024             | 3    | 0    | —     | —     | 3     | 0     |
| Рязань-ВДВ       | Итого            | Итого            | 3    | 0    | —     | —     | 3     | 0     |
| Всего за карьеру | Всего за карьеру | Всего за карьеру | 102  | 15   | 5     | 2     | 107   | 17    |